# João Carlos Teixeira Brandão
João Carlos Teixeira Brandão (Freguesia do Arraial de São Sebastião, em São João Marcos, na então Província do Rio de Janeiro, 28 de dezembro de 1854 — Rio de Janeiro, 3 de setembro de 1921) foi um médico brasileiro.
Foi professor de Clínica Médica no Rio de Janeiro. É patrono da cadeira 42 da Academia Nacional de Medicina.